# Theres Dahnke
Theres Dahnke (17 de septiembre de 1998) es una deportista alemana que compite en vela en la clase 470. Ganó una medalla de plata en el Campeonato Europeo de 470 de 2021, en la prueba mixta.

## Palmarés internacional
| \| Campeonato Europeo \| Campeonato Europeo \| Campeonato Europeo \| Campeonato Europeo \| \| Año \| Lugar \| Medalla \| Clase \| \| ------------------ \| -------------------- \| ------------------ \| ------------------ \| \| 2021 \| Vilamoura (Portugal) \| Medalla de plata \| 470 mixto \| |                      |                  |           |
| Campeonato Europeo |                      |                  |           |
| Año | Lugar                | Medalla          | Clase     |
| 2021 | Vilamoura (Portugal) | Medalla de plata | 470 mixto |